# Efecto puerta giratoria

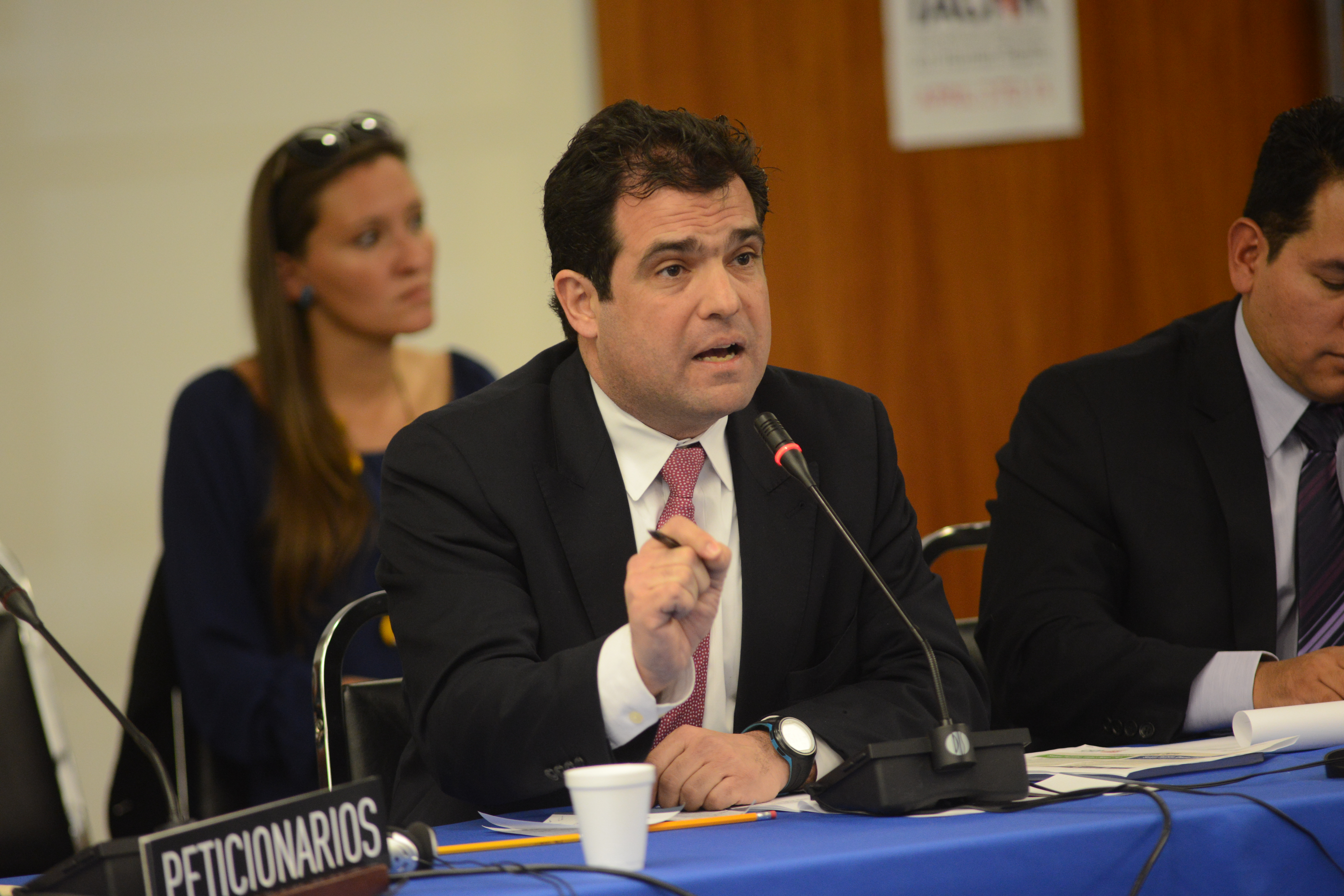
Alfredo Romero, abogado y activista venezolano quien acuñó del término.

El efecto puerta giratoria es un término para describir la situación en la que mientras se producen liberaciones de presos políticos, al mismo tiempo o a los pocos días se producen nuevas encarcelaciones, por lo que el número de presos políticos se mantiene constante.

## Terminología
El término fue acuñado por Alfredo Romero, director ejecutivo de la ONG venezolana Foro Penal, en su investigación como invitado del Centro Carr de la Escuela de Gobierno Kennedy en la Universidad de Harvard.

## Aplicación

### Venezuela

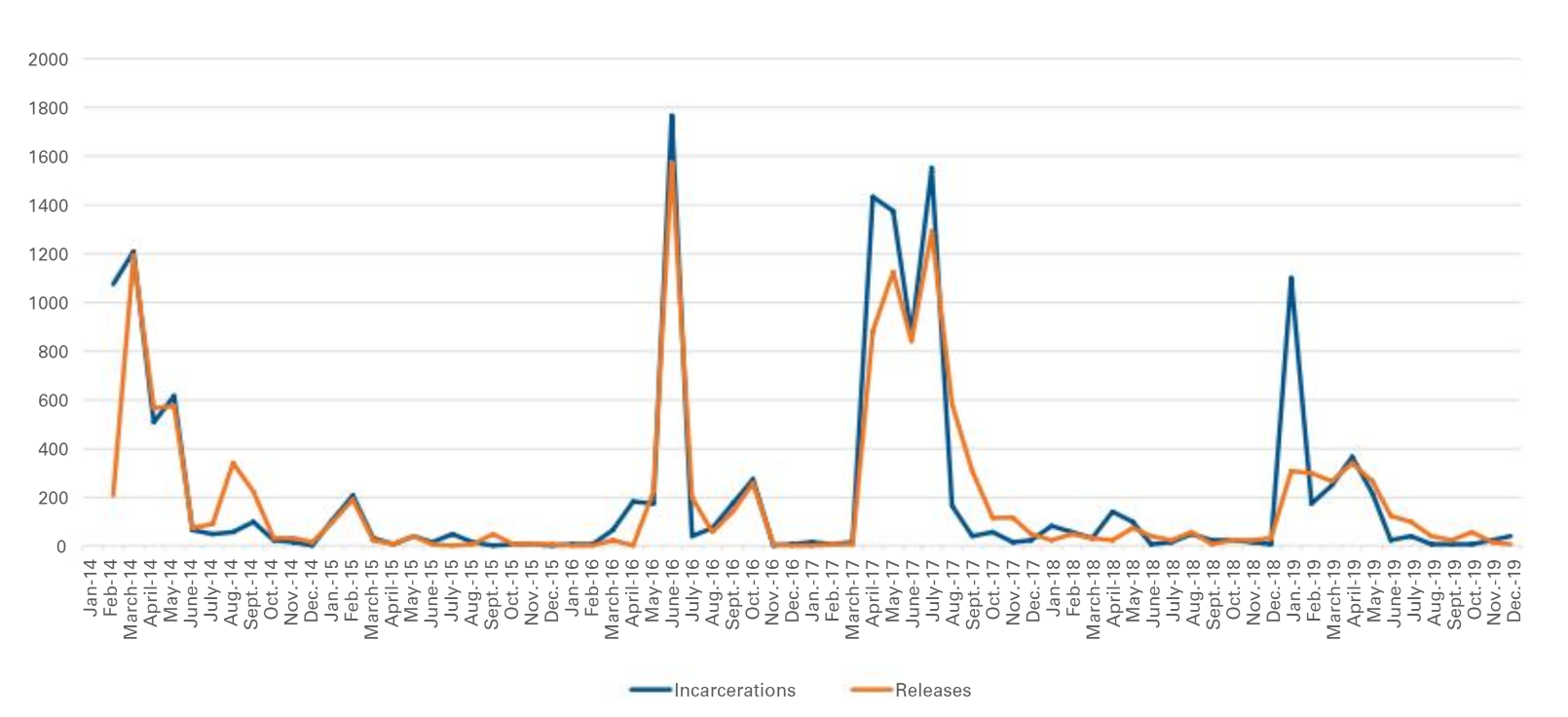
Gráfica ilustrando el efecto de la puerta giratoria, graficando las detenciones y liberaciones en Venezuela entre 2014 y 2019
Arrestos
Excarcelaciones

El efecto puerta giratoria ha sido denunciado en varias oportunidades en Venezuela. Alfredo Romero declaró que en el transcurso del 2016 la cantidad de personas encarceladas superaba a la de aquellas liberadas. En 2017 se liberaron a presos políticos que tenían uno, dos o hasta tres años de cárcel y posteriormente se detenían a nuevas personas; por ejemplo, el productor audiovisual Héctor Pedroza Carrizo fue privado de libertad sin orden judicial por agentes del Comando Nacional Antiextorsión y Secuestro (CONAS) en su vivienda en el sector La Morita 2 en el estado Aragua.
En 2018, la Asamblea Nacional Constituyente anunció la excarcelación de 79 personas, pero solo 40 de los casos correspondían a presos políticos de una lista conformada por 237 civiles y 79 militares para entonces. A los excarcelados se les exigió la presentación periódica ante la Asamblea Constituyente y no ante los tribunales, algo completamente irregular.
Romero volvió a desarrollar sobre el fenómeno en una publicación del Centro Wilson en julio de 2020, "El Reloj de la Represión", señalando la correlación entre las excarcelaciones y nuevas detenciones poco después.

### Birmania
En 2016, el término fue usado por Burma Campaign UK para referirse a la situación de los presos políticos en Birmania.

### Cuba
Fue implementado en la isla desde 2003. Ese año se produjo la Primavera Negra de Cuba, que consistió en el secuestro, golpizas y encarcelamiento de 75 disidentes. Tras largos años de negociaciones internacionales y de campañas a su favor, todos fueron puestos en libertad. Se les ofreció salir de la isla lo que fue aceptado por una parte de ellos y otros optaron por quedarse; éstos padecieron secuestros exprés y desapariciones forzadas por pocos días y horas, acusarlos por delitos menores de orden común y asediarlos de forma permanente con agentes de seguridad primero y luego con turbas fanáticas del partido comunista.

### Nicaragua
ONGs de Nicaragua han denunciado que el régimen de Daniel Ortega implementa el mecanismo de “puerta giratoria” con los presos políticos de su gobierno.